# Carlon Jeffery
Carlon Jeffery (Houston, Texas, 1993. július 10. –) amerikai színész, rapper.
Legismertebb alakítása Cameron Parks a 2011 és 2013 között futó Zsenipalánták című sorozatban. Feltűnt a Cloud 9 című filmben is.

## Élete és pályafutása
Családjával 2005-ben költözött Los Angelesbe. A következő évben megkapta első szerepét a Felhőtlen Philadelphia. 2007-ben Hősök című sorozatban is szerepelt.
2011 és 2013 között főszereplő volt a Disney Channel Zsenipalánták című sorozatban.
Van egy ikertestvére, Carla Jeffery, aki szintén színész.

## Filmográfia

### Film
| Év   | Magyar cím | Eredeti cím                          | Szerep          | Magyar hang     |
| ---- | ---------- | ------------------------------------ | --------------- | --------------- |
| 2014 | Cloud 9    | Cloud 9                              | Dink            | Ungvári Gergely |
| 2011 |            | The Strange Thing About the Johnsons | Isaiah fiatalon |                 |
| 2008 |            | After School                         | Row Row         |                 |
| 2007 |            | Eye See Me                           | KC 12 évesen    |                 |

### Televízió
| Év        | Magyar cím             | Eredeti cím                       | Szerep        | Megjegyzések                          |
| --------- | ---------------------- | --------------------------------- | ------------- | ------------------------------------- |
| 2014      | Harcra fel!            | Kickin' It                        | Matt          | 1 epizód                              |
| 2011–2013 | Zsenipalánták          | A.N.T. Farm                       | Cameron Parks | főszereplő magyar hangja Berkes Bence |
| 2009      |                        | Trust Me                          | Unknown       | 1 epizód: The More Things Change      |
| 2009      | Dr. Csont              | Bones                             | Ezra          | 1 epizód: A hercegnő halála           |
| 2007      | Hősök                  | Heroes                            | Damon Dawson  | 3 epizód                              |
| 2006      | Felhőtlen Philadelphia | It's Always Sunny in Philadelphia | Chris         | 1 epizód: The Gang Gives Back         |